# Helmut Bradl
Helmut Bradl (Edenried, 17 novembre 1961) è un pilota motociclistico tedesco ritiratosi dall'attività agonistica.

## Carriera
Per quanto riguarda le competizioni del motomondiale, le sue prime presenze, sporadiche e senza ottenere punti validi per le classifiche iridate, risalgono al motomondiale 1986 e 1987.
Negli anni successivi, fino alla stagione 1993, ha partecipato continuativamente, utilizzando sempre motociclette Honda, e nel 1991 si è laureato vicecampione del mondo nella classe 250 alle spalle di Luca Cadalora. Proprio in questa stagione ha conquistato tutti i 5 successi della carriera nei singoli gran premi.
Nel 1995 corre come wild card con una Kawasaki ZX-7RR del United Grey Team Bayer Racing la prova austriaca del campionato mondiale Superbike sul circuito del Salzburgring, ottiene un piazzamento a punti in gara 2 classificandosi 41º in campionato.
La strada delle competizioni motociclistiche è stata poi seguita anche da suo figlio Stefan, in gara nel motomondiale dal 2005 al 2024.

## Risultati in gara

### Motomondiale
| 1986 | Classe | Moto  |  |  |  |  |    |  |  |  |  |  |  |  |  |  |  | Punti | Pos. |
| ---- | ------ | ----- |  |  |  |  | -- |  |  |  |  |  |  |  |  |  |  | ----- | ---- |
| 1986 | 250    | Honda |  |  |  |  | 23 |  |  |  |  |  |  |  |  |  |  | 0     |      |

| 1987 | Classe | Moto  |  |  |    |  |    |  |  |  |  |  |  |  |  |  |  | Punti | Pos. |
| ---- | ------ | ----- |  |  | -- |  | -- |  |  |  |  |  |  |  |  |  |  | ----- | ---- |
| 1987 | 250    | Honda |  |  | 14 |  | 21 |  |  |  |  |  |  |  |  |  |  | 0     |      |

| 1988 | Classe | Moto  |     |    |     |  |     |    |    |    |    |     |    |  |    |    |   | Punti | Pos. |
| ---- | ------ | ----- | --- | -- | --- |  | --- | -- | -- | -- | -- | --- | -- |  | -- | -- | - | ----- | ---- |
| 1988 | 250    | Honda | Rit | 21 | Rit |  | Rit | 10 | 21 | 20 | 14 | Rit | 17 |  | 11 | 12 | 6 | 27    | 17º  |

| 1989 | Classe | Moto  |    |   |     |     |    |   |   |     |     |   |    |   |     |   |   | Punti | Pos. |
| ---- | ------ | ----- | -- | - | --- | --- | -- | - | - | --- | --- | - | -- | - | --- | - | - | ----- | ---- |
| 1989 | 250    | Honda | 12 | 8 | Rit | Rit | 10 | 4 | 4 | Rit | Rit | 6 | 10 | 7 | Rit | 5 | 8 | 88    | 9º   |

| 1990 | Classe | Moto  |     |   |   |   |   |   |   |  |  |  |   |   |   |   |   | Punti | Pos. |
| ---- | ------ | ----- | --- | - | - | - | - | - | - |  |  |  | - | - | - | - | - | ----- | ---- |
| 1990 | 250    | Honda | Rit | 7 | 3 | 2 | 4 | 6 | 5 |  |  |  | 3 | 5 | 3 | 2 | 2 | 150   | 4º   |

| 1991 | Classe | Moto  |   |   |   |   |   |   |   |   |   |   |   |     |   |   |   | Punti | Pos. |
| ---- | ------ | ----- | - | - | - | - | - | - | - | - | - | - | - | --- | - | - | - | ----- | ---- |
| 1991 | 250    | Honda | 7 | 2 | 8 | 1 | 2 | 1 | 1 | 2 | 4 | 2 | 3 | Rit | 1 | 1 | 3 | 220   | 2º   |

| 1992 | Classe | Moto  |   |   |     |   |   |   |     |   |   |    |   |   |   |  |  | Punti | Pos. |
| ---- | ------ | ----- | - | - | --- | - | - | - | --- | - | - | -- | - | - | - |  |  | ----- | ---- |
| 1992 | 250    | Honda | 4 | 3 | Rit | 2 | 4 | 4 | Rit | 7 | 6 | NP | 6 | 6 | 4 |  |  | 89    | 4º   |

| 1993 | Classe | Moto  |   |   |   |   |   |   |   |    |   |     |   |   |   |     |  | Punti | Pos. |
| ---- | ------ | ----- | - | - | - | - | - | - | - | -- | - | --- | - | - | - | --- |  | ----- | ---- |
| 1993 | 250    | Honda | 8 | 6 | 6 | 5 | 3 | 3 | 5 | 11 | 7 | Rit | 7 | 4 | 8 | Rit |  | 126   | 7º   |

| Legenda | 1º posto        | 2º posto            | 3º posto            | A punti      | Senza punti        | Grassetto – Pole position Corsivo – Giro più veloce |
| Legenda | Gara non valida | Non qual./Non part. | Ritirato/Non class. | Squalificato | '-' Dato non disp. | Grassetto – Pole position Corsivo – Giro più veloce |

### Campionato mondiale Superbike
| 1995 | Moto     |  |  |  |  |  |  |  |  |  |  |    |    |  |  |  |  |  |  |  |  |  |  |  |  |  |  | Punti | Pos. |
| ---- | -------- |  |  |  |  |  |  |  |  |  |  | -- | -- |  |  |  |  |  |  |  |  |  |  |  |  |  |  | ----- | ---- |
| 1995 | Kawasaki |  |  |  |  |  |  |  |  |  |  | 16 | 11 |  |  |  |  |  |  |  |  |  |  |  |  |  |  | 5     | 41º  |

| Legenda | 1º posto        | 2º posto            | 3º posto           | A punti      | Senza punti        | Grassetto – Pole position Corsivo – Giro più veloce |
| Legenda | Gara non valida | Non qual./Non part. | Ritirato/Non class | Squalificato | '-' Dato non disp. | Grassetto – Pole position Corsivo – Giro più veloce |